# Eisenbahner-Streik von Queensland

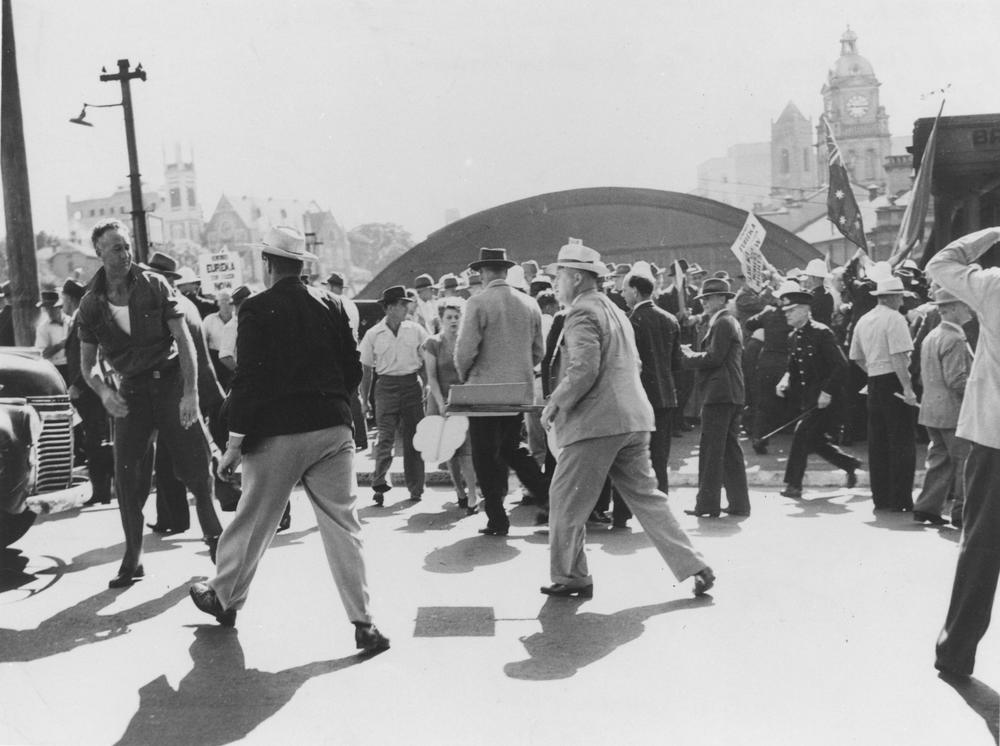
Konfrontation zwischen Polizei mit demonstrierenden Eisenbahnern und Sympathisanten in Brisbane am 17. März 1948.

Den Anlass zum Eisenbahner-Streik von Queensland (englisch: Queensland Railway Strike) im Jahre 1948 bildete die Auseinandersetzung der Gewerkschaften mit einer Labour-Regierung Australiens um die Bezahlung von qualifizierten Arbeiten und an Wochenenden der Beschäftigten der Eisenbahn von Queensland. Der 9-wöchige Streik entwickelte sich zum größten Streik in der Geschichte Queenslands in Australien, der zahlreiche Orte erfasste. Der Streik dauerte vom 2. Februar bis in den 6. April 1948. In anderen Quellen wird der 13. Februar 1948 genannt. Er wurde von der so genannten running men's unions (schnellen Männer-Gewerkschaft), den Gewerkschaften ARU und AFULE gemeinsam durchgeführt. Es war ein Streik der Eisenbahner, welche bei einer staatlichen Eisenbahn beschäftigt waren, die von einer Labour-Regierung in Queensland betrieben wurde.

## Streikverlauf
Im September 1947 rief die Gewerkschaften der Eisenbahner Queenslands die Schiedskommission von Queensland um einen Entscheid über höhere Löhne und Entgelt für die Wochenenddienste an. Die Labour-Regierung von Hanlon Labor lehnte beide Forderungen ab und bot 6 Shillings und 10 Pence an. Die Gewerkschaft hatte 16 Shillings für die Angestellten und 11 bis 13 Shillings für die anderen gefordert. Daraufhin fassten die Gewerkschaften am 12. Dezember 1947 einen Streikbeschluss und der Streikbeginn wurde auf den Februar 1948 festgelegt.
Der Streik brachte den gesamten Eisenbahnverkehr im Süden Australiens zum Erliegen und daraufhin arbeitete die Labour-Regierung einen Plan mit Fahrzeugen und Flugzeugen zur Aufrechterhaltung des Güter- und Menschentransports aus. Dies führte dazu, dass sich weitere Eisenbahner mit dem Streik solidarisierten. Die gewerkschaftlichen Streikführer waren schockiert über die Gegenmaßnahmen der Labour-Regierung. und dadurch gewannen kommunistische Gewerkschaftsführer in den Streikbewegungen an Einfluss und der Streik politisiert sich. Am 27. Februar 1948 rief die Labour-Regierung des Premierministers Edward Hanlon von Queensland den Notstand aus und damit waren alle gewerkschaftlichen Streikmaßnahmen verboten. Auch der römisch-katholische Erzbischof von Brisbane rief die Streikenden auf, an ihre Arbeitsplätze zurückzukehren. Die Hysterie mitten im Kalten Krieg erreichte ihren Höhepunkt als die rechtsgerichtete Presse vor einem kommunistischen Komplott und vor Konzentrationslagern und Erschießungen in Queensland warnte. Darüber hinaus verbreitete Premierminister Hanlon antikommunistische Vorurteile im Radio, indem er vor einem Bürgerkrieg und vor Attacken mit Molotow-Cocktails unter dem Kommando der Kommunisten warnte.
Da die Labour-Regierung den Streikenden in Lohnverhandlungen nicht entgegenkam, verschärfte sich der Streik weiter. Als über die Fortführung des Streiks am 5. März entschieden wurde, zogen 3.000 Streikende vor das Parlament in Brisbane. Am 9. März erklärte die Regierung den Streik für illegal. Zuwiderhandlungen konnten mit bis zu 1.000 Pfund Strafe und bis zu 6 Monaten Haft belegt werden. In der ersten Märzwoche bröckelte die Streikfront ab, als die Eisenbahner in Toowoomba sich darauf einließen einen rudimentären Eisenbahnfahrbetrieb zu ermöglichen. Zwischen dem 6. und 16. März gingen Gruppen von Eisenbahnern in Bundaberg, Gympie, Emerald, Hughenden, Alpha, Roma und Queensland wieder zur Arbeit.

### Zwischenfall am 17. März 1948
Am 17. März kam es zu einem schweren Zwischenfall als 200 Eisenbahner von der Brisbane Trades Hall ins Zentrum von Brisbane in einer Demonstration marschierten. Unter den Demonstranten waren zahlreiche Mitglieder der kommunistischen Partei Australiens, die vor allem gegen den Industrial Law Amendment Act protestierten, mit dem die Regierung von Hanlon versuchte, die Kontrolle über Gewerkschaften zu gewinnen. Um 9.15 Uhr versuchten etwa 100 uniformierte Polizisten die Demonstration aufzulösen. Fred Paterson, der einzige Kommunist, der jemals in ein australisches Parlament gewählt wurde, war einer der Führer des Demonstrationszuges. Als die Polizei auf einen Streikenden einschlug, wurde auch er mit der Folge verletzt, dass er monatelang krank war. Der Zwischenfall stärkte die abbröckelnde Streikfront der Eisenbahner in Brisbane und Ipswich und am 19. März kam es in Brisbane und anderen Orten Queenslands zu weiteren zahlreichen Demonstrationen, die gegen die Gewaltanwendung am 17. März und für die Aufhebung des Industrial Law Amendment Act protestierten.

### Streikabschluss
Nach dem 19. März befanden sich die Eisenbahner seit 7 Wochen im Ausstand und die Politik der Regierung und der konservativen Presse begann zu wirken. Die Propaganda lief darauf hinaus, dass sich das Recht und Gesetz (law and order) im Lande unter dem Einfluss der Kommunisten zu wandeln beginnen würde.
Die Gewerkschafter signalisierten, dass sie bereit wären, den Streik zu beenden, wenn 12 Shillings und 4 Pence für die Maschinenschlosser bezahlt werden würden. Dies war eine Forderung, die auf einer Gewerkschaftsversammlung im September 1947 vor dem Streikbeschluss aufgestellt worden war. 
Vor Verhandlungen mit Regierungsvertretern vor dem 1. April wurde für die Gewerkschaften deutlich, dass die Streikfront insbesondere in Rockhampton und Toowoomba nicht mehr länger als eine Woche zu halten sein würde. Die Regierung stimmte der Forderung von 12 Shillings und 4 Pence zu und sicherte des Weiteren zu, dass die Streikenden nicht diskriminiert werden und dass sie keine bereits erworbenen Rechte und finanziellen Ansprüche wegen ihrer Teilnahme am Streik verlieren würden. Daraufhin wurde der Streik beendet, der eine nahezu 50-prozentige Erhöhung ihres Lohnes nach sich zog.